# Soto en Cameros
Soto en Cameros ist ein Ort und eine zur bevölkerungsarmen Serranía Celtibérica gehörende Gemeinde (municipio) mit nur noch 85 Einwohnern (Stand: 2024) in der Autonomen Gemeinschaft La Rioja im Norden Spaniens.

## Lage und Klima
Der Ort Soto en Cameros liegt am Mittellauf des Río Leza gut 28 km (Fahrtstrecke) südlich der Provinzhauptstadt Logroño in einer Höhe von ca. 720 m. Soria, die Hauptstadt der südlich an die Rioja angrenzenden altkastilischen Provinz, befindet sich gut 75 km südlich. Das Klima ist gemäßigt bis warm; Regen (ca. 585 mm/Jahr) fällt hauptsächlich im Winterhalbjahr.

## Bevölkerungsentwicklung
| Jahr      | 1857  | 1900 | 1950 | 2000 | 2018 |
| Einwohner | 2.072 | 971  | 485  | 165  | 87   |

Infolge des Rückgangs der Textilherstellung, der Mechanisierung der Landwirtschaft, der Aufgabe bäuerlicher Kleinbetriebe und des daraus resultierenden geringeren Arbeitskräftebedarfs ist die Einwohnerzahl des Bergorts seit der Mitte des 19. Jahrhunderts deutlich zurückgegangen (Landflucht). Zur Gemeinde gehört auch der in den 1970er Jahren eingemeindete Weiler (pedanía) Trevijano; zwei andere sind inzwischen aufgegeben worden (despoblados).

## Wirtschaft
Die Gemeinde war jahrhundertelang zum Zweck der Selbstversorgung landwirtschaftlich orientiert, wobei die Viehwirtschaft (Milch, Käse, Fleisch) im Vordergrund stand; aus der Schafwolle wurden Weberzeugnisse hergestellt, die auch getauscht oder verkauft werden konnten. Aber auch Obst, Gemüse und Getreide wurden angebaut. Heute werden vor allem im Sommerhalbjahr Ferienwohnungen (casas rurales) vermietet.

## Geschichte
Keltiberische, römische, westgotische und selbst islamisch-maurische Siedlungsspuren wurden auf dem Gemeindegebiet nicht entdeckt. Das hochgelegene Gebiet diente jahrhundertelang als Sommerweide für Schafe und Ziegen. Eine militärische Rückeroberung (reconquista) durch die Christen fand wohl nicht statt, doch wurde der Platz im Rahmen der Repoblación allmählich besiedelt. Der Ortsname Soto wird erstmals in einem Dokument des Jahres 1037 erwähnt. Seit etwa 1040 gehörte die Gegend zur von García Sánchez III. geschaffenen Grundherrschaft (señorio) der Tierra de Cameros. Im Mittelalter war die Region zeitweise zwischen den Königreichen Kastilien und Navarra umstritten; im Jahr 1366 vermachte Heinrich von Trastamara als Dank für geleistete Dienste 40 Dörfer an Juan Ramírez de Arellano, dessen Nachfahren, die Condes de Águilar und die Duques de Abrantes lange Zeit Grundherrn (señores) der Gegend blieben. Im 18. Jahrhundert erlebte der Ort wegen seiner Textilproduktion einen enormen Aufschwung. Nach der Abschaffung der Grundherrschaften im Jahr 1811 gehörte das Gebiet der Cameros zur Provinz Soria und kam erst im Jahr 1833 zur neugeschaffenen Provinz Logroño, aus der später die Region La Rioja hervorging.

## Sehenswürdigkeiten

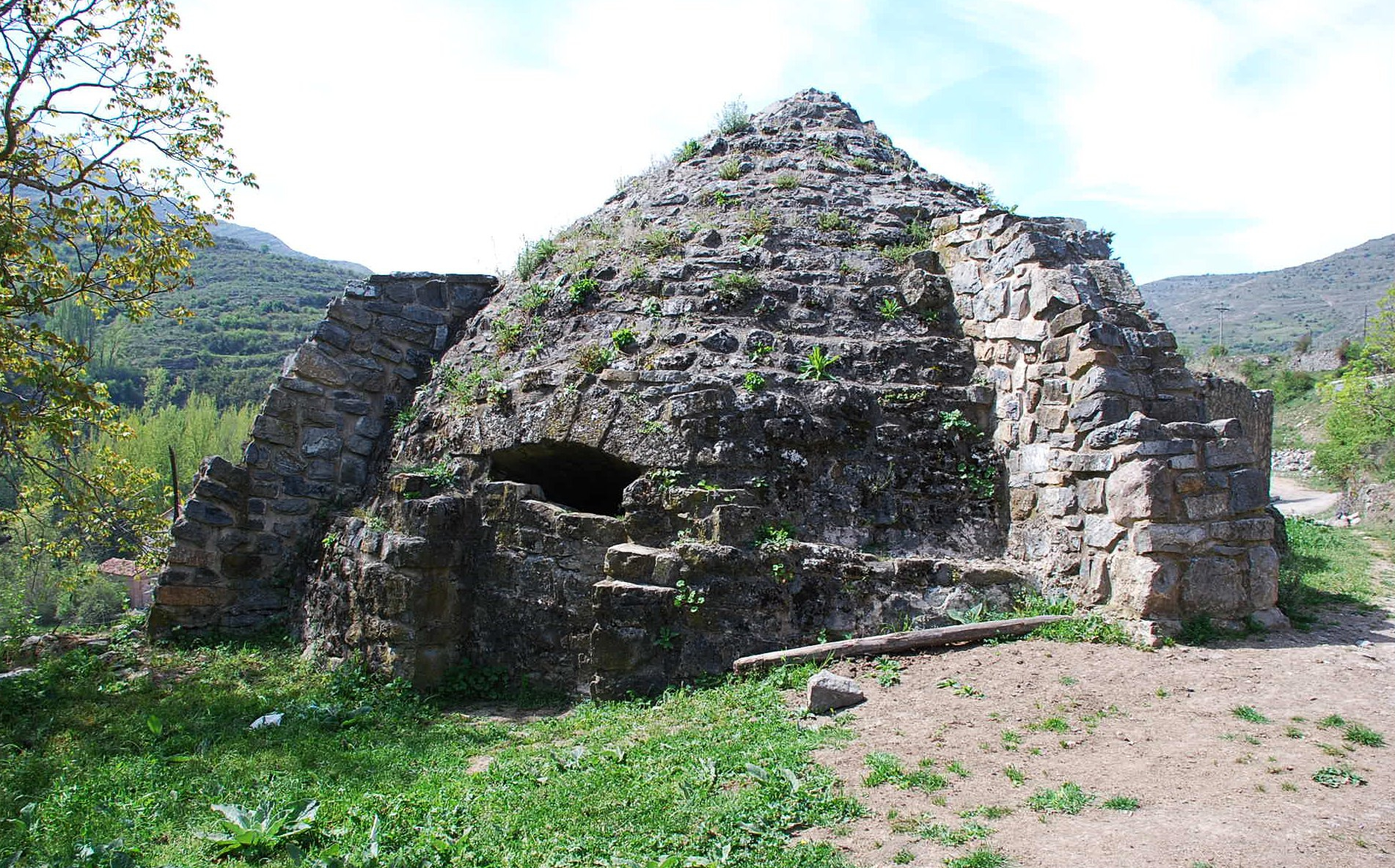
Soto en Cameros – Eiskeller

- Die dreischiffige Iglesia de San Esteban Protomartír entstand im 17. Jahrhundert an der Stelle eines Vorgängerbaus. In der Folgezeit wurde sie wegen Beschädigungen wiederholt restauriert; zuletzt stürzte im Jahr 1990 die Vierungskuppel ein. Auch der Fußboden wurde erneuert. Das klassizistische Altarretabel (retablo) ist eines der letzten in der Rioja.[4]
- Die Plaza de la Constitución ist das Zentrum des Ortes; in ihrer Umgebung stehen mehrere wappengeschmückte Paläste (palacios) sowie repräsentative Brunnenanlagen (fuentes).[5]

Umgebung
- Die im 18. Jahrhundert erbaute Ermita del Cortijo befindet sich an einem Berghang gegenüber dem Ort.[6]
- Zu Beginn des 21. Jahrhunderts wurde ein etwas oberhalb des Ortes befindlicher und noch halbwegs gut erhaltener Eiskeller (nevero) restauriert.[7]